# Адрианов, Андрей Владимирович
Андре́й Влади́мирович Адриа́нов (род. 2 января 1964, РСФСР, СССР) — российский ученый-зоолог, известный специалист в области сравнительной морфологии и систематики беспозвоночных животных, морского биологического разнообразия, академик РАН. Научный руководитель (президент) Национального научного центра морской биологии имени А. В. Жирмунского ДВО РАН (с 2017), заместитель академика-секретаря Отделения биологических наук РАН (с 2022). Вице-президент Всероссийского гидробиологического общества при РАН. Доктор биологических наук, профессор.
В 2005—2017 гг. — директор Института биологии моря имени А. В. Жирмунского ДВО РАН, в 2017—2022 гг. — вице-президент и председатель экспертного совета РАН (2017—2022).
Лауреат Государственной премии Российской Федерации 2012 года.

## Биография
Родился 2 января 1964 года в городе Данилове, Ярославской области.

### Образование, ученые степени и звания
В 1986 году окончил кафедру зоологии беспозвоночных биологического факультета МГУ. В 1989 году окончил аспирантуру МГУ, защитил кандидатскую диссертацию по теме «Строение, ультраструктура и развитие киноринх». В 1993 году защитил в МГУ докторскую диссертацию «Анализ организации, филогения и система головохоботных червей (Cephalorhyncha)». В январе 1990 года поступил на работу младшим научным сотрудником в Институт биологии моря ДВО АН СССР (Владивосток).
22 мая 2003 года избран членом-корреспондентом РАН по Отделению биологических наук (секция общей биологии).
25 мая 2006 года избран академиком РАН (Отделение биологических наук РАН, Дальневосточное отделение РАН). На момент избрания стал самым молодым академиком в Дальневосточном отделении РАН.
22 марта 2018 года избран почетным доктором Дальневосточного федерального университета.

### Научная карьера
- 1990—1991 — младший научный сотрудник Института биологии моря ДВО АН СССР
- 1991—1992 — научный сотрудник Института биологии моря ДВО РАН
- 1992—1994 — старший научный сотрудник Института биологии моря ДВО РАН
- 1994—2003 — ведущий научный сотрудник Института биологии моря ДВО РАН
- 2000—2011 — заведующий кафедрой зоологии Дальневосточного государственного университета[7]
- 2003 — член-корреспондент РАН
- 2003—2005 — заместитель директора Института биологии моря ДВО РАН
- 2005—2017 — директор Института биологии моря им. А. В. Жирмунского ДВО РАН
- 2006 — академик РАН
- с 2008 — член президиума Дальневосточного отделения РАН
- 2008—2017 — заместитель председателя Дальневосточного отделения РАН
- с 2011 — заведующий кафедрой биоразнообразия и морских биоресурсов Дальневосточного федерального университета (ДВФУ)
- 2011—2014 — заместитель директора по научной работе, руководитель кластера биологических кафедр Школы естественных наук ДВФУ[8]
- 2011—2012 — член Совета при Президенте РФ по науке, технологиям и образованию
- 2012—2017 — член Совета при Президенте РФ по науке и образованию
- 2014—2018 — и. о. директора Школы естественных наук ДВФУ
- с 2017 — научный руководитель (президент) Национального научного центра морской биологии им. А. В. Жирмунского ДВО РАН
- 2017—2022 — вице-президент Российской академии наук, председатель экспертного совета РАН
- 2018—2022 — председатель Комитета РАН по Программе ООН по окружающей среде
- с 2022 — заместитель академика-секретаря Отделения биологических наук РАН

Главный редактор научного журнала «Биология моря» (2006—2021), член редколлегий журналов «Вестник РАН», «Вестник ДВО РАН», «Зоология беспозвоночных», «Тихоокеанский медицинский журнал».

## Научная деятельность
Его работы позволили обосновать сравнительно-анатомическое единство всех современных и ископаемых головохоботных червей в рамках единого типа. Автор работ по сравнительной морфологии и систематике киноринх, приапулид, лорицифер, нематоморф, сипункулид; впервые в мире подготовил и опубликовал определители мировой фауны по ним. Автор работ по формированию симметрии в некоторых группах беспозвоночных; по развитию и эволюции щупальцевых аппаратов сипункулид; по инвентаризации и каталогизации морской биоты дальневосточных морей России. Принимает участие в работах по комплексному изучению биологического разнообразия дальневосточных морей России, в частности в работах по инвентаризации и каталогизации морской биоты залива Петра Великого и в целом Японского моря. Предложил и применил методы долгосрочного мониторинга морского биоразнообразия на особо охраняемых акваториях дальневосточных морей, в том числе с использованием необитаемых подводных аппаратов. Специалист в области экологии морского мейобентоса. Результаты научной деятельности А. В. Адрианова легли в основу учебных курсов «Зоология», «Экология мейобентоса», «Морское биоразнообразие и морские биоресурсы», читаемых им в Дальневосточном федеральном университете.
Автор более 90 научных работ, в том числе 5 монографий.

## Награды
- Государственная премия Российской Федерации в области науки и технологий 2012 года (2013)[10]
- Лауреат грантов Президента РФ для молодых докторов наук России (1996—2004).
- Лауреат Фонда содействия российской науке при Президиуме РАН (2001, 2002, 2003).
- Первый лауреат премии им. академика А. В. Иванова (1996).